# Konsumbagarn
Konsumbagarn är ett kooperativt  bageri i Kristianstad på Industrigatan 20 i Näsby sedan 1966. Bageriet ingick tidigare i en grupp med tre enheter med benämningen Sydöstbagerierna. De andra enheterna inom Sydöstbagerierna fanns i Kalmar som hade 15 anställda och i Växjö  med 10 anställda 2005. Dessa filialbagerier lades ner 2010. Bageriet ägdes 2005 av 13 delägare, däribland Kristianstad-Blekinge Konsumentförening.

## Kooperativa Andelsbageriet
Kooperativa Andelsbageriet blev sedermera Konsumbagarn. 1962 låg bageriet på söder i samma lokaler som senare StureBröd hade sitt bageri i. Konsumbagarn byggde nya lokaler på Näsby. Bygget stod klart 1966 och dåvarande inrikesministern Rune Johansson invigde det moderna bageriet. Under tidigt 1960-tal var Ivar Langested bagerichef.

## Bageriets verksamhet 2005
2005 var konsumbagaren på Industrigatan i Kristianstad ett fullsortimentsbagerier med bakning av matbröd och kakor och tårtor. Bageriet tillverkade bakverk även skorpor. 2005 var 135 personer anställda och fabriken drevs i två skift. Bageriet hade sju heltidsanställda konditorer. Bredden på bageriet gjorde att mycket manuellt arbete fanns kvar 2005. Konsumbagarn levererade, som namnet antyder, först och främst till de egna butikerna inom kooperationen. Men mångfalden gör att de även kommer in på andra ställen. Bageriets produkter har på senare tid också gått till kommuner, statliga organisationer och olika landsting. Att bageriet kan leverera alla typer av bakverk samtidigt uppskattas. Fram till omkring år 2000 fanns ett 30-tal andra bagerier med fullsortiment,  men 2005 fanns bara ett bageri i södra Sverige förutom konsumbagaren med fullsortiment. Resterande bagerier har blivit specialiserade. 
Dagen innan bakningen kommer beställningarna in från butikerna senast vid 2 på eftermiddagen. Då börjar förberedelser av degar, kak- och tårtbak. Vid 2 tiden på natten börjar bakningen. Efter fyra timmar lämnar den sista bilen bageriet för leverans till kunderna. Kunderna finns i stort område inte bara i Kristianstad Blekinge utan kunder finns norr om Västervik, i Jönköping, på Visingsö och i Markaryd. Alla kunder ska ha sina leveranser innan klockan nio. Står bilarna kvar på morgonen i Kristianstad har det varit en störning i produktionen. 2005 visade bageriet ett gott resultat med 4,6 miljoner i vinst på 146 miljoners omsättning. Vinsten delades sedan mellan de 13 delägarna i bageriet. 2005 bakades fem tusen ton bakat bröd per år.

## Verksamheten 2010
2010 hade bageriet i Kristianstad bara 85 anställda- 2009 förändrades driften till att bara vara ett skift. Det fanns kapacitet i Kristianstad att öka produktionen, Ekonomiska skäl gjorde det omöjligt att drivat vå bagerier med dubbel lokalhyra och två maskinparker enligt vd Roger Stenfeldt. Vid behov kan tvåskift återinföras i Kriatianstad. Bageriet anställde 5 nya medarbetare då Kalmarbageriet lades ner. 2009 omsatte bageriet 120 miljoner kronor, varav 90 procent var på bageriet i Kristianstad.

## Konsumbagarn i Kalmar stängs
Den 10 juli 2012 stod det klart att Konsumbagarns´I Kalmar ska stängas. Bageriet stängs på grund av dålig lönsamhet och det finns ledig kapacitet hos Konsumbagarn i Kristianstad. De 12 anställda som får sluta erbjöds att flytta till Kristianstad där fem bagare nyanställs. Då personalen i Kalmar var över 50 år valde de att inte flytta till Kristianstad.